# Longrita nathan
Longrita nathan là một loài nhện trong họ Trochanteriidae. Loài này phân bố ở Queensland.